# Warwickshire Avon

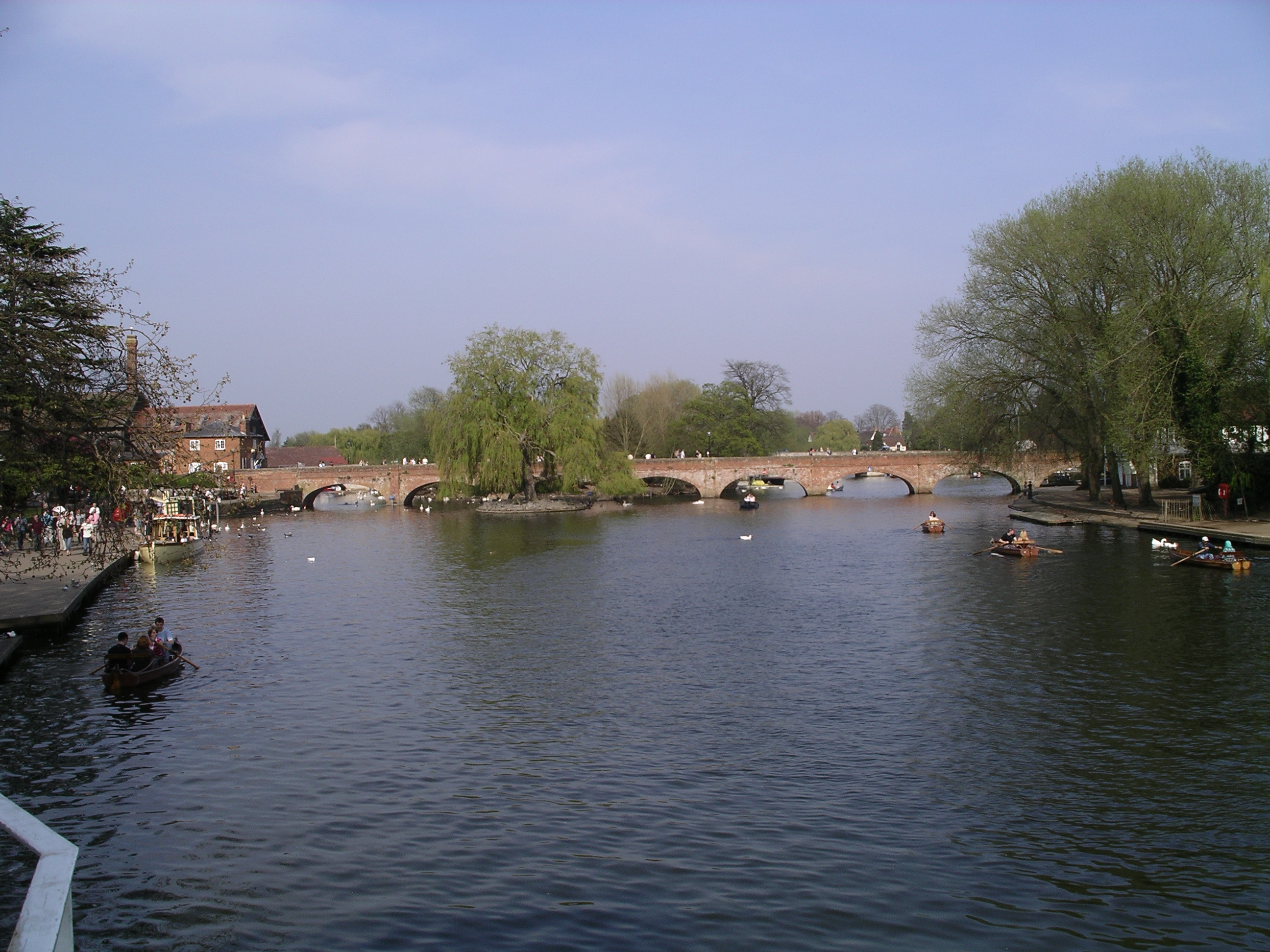
Avon vid Stratford-upon-Avon.

Avon eller Warwickshire Avon är en engelsk flod som rinner upp i Naseby i Northamptonshire och mynnar i floden Severn i Tewkesbury. Namnet kommer från det keltiska abona, som betyder ’flod’. 1635 inleddes projekt för att förbättra farbarheten på floden, men de övre delarna övergavs 1877 och ansågs inte vara farbara igen förrän 1974, när ett projekt för att öppna floden för båttrafik slutfördes.